# NGC 5681
NGC 5681 في الفهرس العام الجديد، هي مجرة، تقع في كوكبة العواء. اكتشفت في 1 مايو 1865 بواسطة هاينريش لويس دريست.

## روابط خارجية
- NGC 5681 على موقع ويكي سكاي: DSS2, SDSS, GALEX, IRAS, Hydrogen α, X-Ray, Astrophoto, Sky Map, Articles and images